# POWER STATION
POWER STATION（パワー・ステーション）とは、CROSS FMが、1993年9月（開局時）から1996年3月まで放送していたリクエスト番組。平日の16:00～21:00(JST)に編成され、北九州市にある本社スタジオから放送されていた。

## 概要
- 「POWER STATION」というタイトルは、局が開局時に掲げていたキャッチコピー「PACIFIC POWER STATION」に由来しているとされる。
- 局の平日夕方を彩るワイド番組であり、開局から暫く局の看板番組であった。全て女性のナビゲーター(DJ)が担当し、放送時間の大半はリスナーからのリクエストを紹介。その中に各種コーナー番組を挟み、毎日キャンペーンで来福するアーティストをゲストを迎えるという形であった。
- 放送開始から暫くは月曜日から金曜日の放送であったが、途中から金曜日は中島ヒロトが担当した『HIROTO'S FRIDAY RADIO JACK』となり、木曜日までの放送となった。

## 番組終了時の担当ナビゲーター
- 月曜:政木ゆか（現・まさきゆか）
- 火曜:三浦ひろみ（現在も広島で活躍するパーソナリティ、担当時は山陽新幹線で通っていた）
- 水曜:ミチコ（当時大分などで活躍していたDJ）
- 木曜:田中リエ（声優の田中理恵とは別人、終了後FM802やfm fukuokaでも活躍した）

## 放送されていたコーナー番組
- LUCKY STRIKE SOUND CHECKER（16:10～16:40）
  - Tom Dufleitが担当。全編英語・ワンマンDJによる洋楽専門番組で、ジングルにはLUCKY STRIKEのサウンドロゴが使われた。
- NIPPON STEEL GLOBAL EDITION（20:00～20:45）
  - ゆったりとした洋楽を流しつつ、合間に海外からのトピックスを紹介する音楽番組。各曜日担当のナビゲーターがそのまま担当していた。
  - 「HIROTO'S FRIDAY RADIO JACK」開始後も、月曜日から金曜日を通して放送された。
  - この番組は「POWER STATION」終了後も暫くの間独立した番組として放送され、1999年3月で放送終了。独立番組時代のナビゲーターは次のとおり。

1996年4月-1996年9月：宗方脩
1996年10月-1998年3月：信川竜太
1998年4月-1999年3月：YUYA
- - 終了した1999年4月からは『BRAVO CALLIN'』『RADIO SONIC』内の20:00～20:45のコーナー「NIPPON STEEL BRAND NEW WAVE」となり、2001年4月からはそれまでの45分間から30分間に短縮された。
  - 2002年4月から同局の新日鉄提供枠は午前9時台に移り、以下の番組内のコーナーになっている。
    - 『DIGITAL MORNING DRIVE』『CROSS MORNING SHOW GOOD MORNING DMD』内「NIPPON STEEL LINE TO LINE」（2002年4月-2004年4月 月-金 9:10-9:40）
    - 『CROSS TRANSFAR 9』内「NIPPON STEEL CROSS TRANSFER 9」（2004年4月-2005年3月 月-金 9:00-9:30）
    - 『KYUSHU,MORNING PRESS』内「NIPPON STEEL CROSS OVER TUNE」（2005年4月-2007年3月 月-金 9:00-9:30）
    - 『HELLO RADIO』内「NIPPON STEEL HELLO RADIO」（2007年4月-　月-金 9:00-9:30）